# Tanner Buchanan
 Der er for få eller ingen kildehenvisninger i denne artikel, hvilket er et problem. Du kan hjælpe ved at angive troværdige kilder til de påstande, som fremføres i artiklen.

Tanner Buchanan (født 8. december 1998 i Ohio) er en amerikansk skuespiller. Han er kendt for sin rolle som Robby Keene i Netflix-serien Cobra Kai.

## Karriere
Buchanans allerførste rolle var i Modern Family i 2010, hvor han optrådte i en birolle i episoden “Halloween” i sæson 2.
Efter at have optrådt i Modern Family optrådte Buchanan i rollen som eleven Lucas i sæson 9 af Grey's Anatomy i episoden “Idle Hands’”.
Senere fik han rollen som Robby Keene i Netflix-serien Cobra Kai.

## Filmografi
| År   | Titel                                  | Rolle         | Bemærkninger |
| ---- | -------------------------------------- | ------------- | ------------ |
| 2013 | Jake Squared                           | Sammy         |              |
| 2014 | Guests                                 | Bobby Bell    | Kortfilm     |
| 2014 | Ellie                                  | Bowie         | Kortfilm     |
| 2015 | The heyday of the insensitive bastards | Bobby Bell    |              |
| 2015 | Alone In The Dust                      | Izzi          | Kortfilm     |
| 2017 | Anything                               | Jack Sachman  |              |
| 2019 | Max Winslow and the House of Secrets   | Connor Lawson |              |
| 2019 | Sinister Seduction                     | Dylan Warren  |              |
| 2019 | painted beauty                         | Unge Peter    |              |
| 2020 | Chance                                 | Colton        |              |